# Sabana Grande de Palenque
Sabana Grande de Palenque è un comune della Repubblica Dominicana di 15.691 abitanti, situato nella Provincia di San Cristóbal.